# تمپل اول
تمپل اول (به انگلیسی: Temple Ewell) یک روستا و محله مدنی در بریتانیا است که در Dover واقع شده‌است. تمپل اول ۱٬۶۶۹ نفر جمعیت دارد.